# Ústí nad Labem (hrad)
Ústí nad Labem je zcela zaniklý hrad na jižním okraji historického jádra stejnojmenného města. Založen byl zřejmě při povýšení starší osady na město okolo roku 1250 a první písemná zmínka o něm pochází z roku 1283, kdy ho král Václav II. spolu s dalšími městy dal do zástavy Otovi Braniborskému. Hrad plnil mimo jiné funkci strážního bodu, který chránil přechod přes řeku Labe a kde se vybíralo clo. Když byl před rokem 1319 založen Střekov, ztratil ústecký hrad svou funkci, a zanikl.
August Sedláček kladl polohu hradu na vrch Větruše, ale Tomáš Durdík lokalizoval jeho staveniště mezi kostel Nanebevzetí Panny Marie a kostel svatého Vojtěcha. Archeologický výzkum zde odhalil východní hradbu pravděpodobně čtverhranného areálu, která byla postavena v místech zasypaného příkopu raně středověkého hradiště.